# 16. april
16. april je 106. dan leta (107. v prestopnih letih) v gregorijanskem koledarju. Ostaja še 259 dni.

## Dogodki
- 1457 pr. n. št. - Bitka pri Megidu
- 1071 – Robert Guiscard zavzame Bari in s tem konča bizantisko vladavino v Italiji
- 1341 – Ludvik Bavarski povzdigne Ulrika I. v Celjskega grofa
- 1346 – ustanovljeno Srbsko cesarstvo (ukinjeno 1371)
- 1582 – španski konkvistador de Lerma ustanovi naselbino Salta, danes enega najlepših argentinskih mest
- 1836 – med kopanjem temeljev za Kazino najdejo kip Emonca
- 1848 – v Gradcu ustanovljeno Ustavno politično društvo Slovenija
- 1917 – Lenin se iz Švice vrne v Sankt Peterburg
- 1922 – Nemčija in ZSSR podpišeta rapalsko pogodbo
- 1938 – v Šmiglovi zidanici se prične prva konferenca Komunistične partije Slovenije, ki se je udeleži tudi Tito
- 1943 – Albert Hofmann odkrije, da povzroča LSD psihedelične občutke
- 1945:
  - RAF potopi nemško vojaško ladjo Lützow
  - prične se bitka za Berlin
- 1948 – v Parizu ustanovljena Organizacija za evropsko ekonomsko sodelovanje
- 1972 – začetek odprave Apollo 16
- 1976 – Indija sprejme zakon o rojstvu otrok
- 2014 – v Južni Koreji se prevrne trajekt, umre več kot 300 ljudi med njimi veliko otrok
- 2016 – med potresom v Ekvadorju umre več kot 600 ljudi več tisoč je ranjenih

## Rojstva
- 1127 – Feliks Valoiški, francoski puščavnik, ustanovitelj reda trinitarijancev, svetnik († 1212)
- 1319 – Ivan II., francoski kralj († 1364)
- 1495 – Peter Apian, nemški astronom, kartograf, matematik, izdelovalec inštrumentov († 1557)
- 1646 – Jules Hardouin-Mansart, francoski arhitekt († 1708)
- 1660 – Hans Sloane, irski zdravnik, zbiralec († 1753)
- 1728 – Joseph Black, škotski kemik († 1799)
- 1777 – Henry Kater, angleški fizik, častnik († 1835)
- 1786 – John Franklin, angleški admiral, raziskovalec († 1847)
- 1822 – Karl Theodor Robert Luther, nemški astronom († 1900)
- 1823 – Ferdinand Gotthold Max Eisenstein, nemški matematik († 1852)
- 1827 – Octave Crémazie, kanadski pesnik († 1879)
- 1834 – Wlodzimierz Czacki, poljski kardinal († 1888)
- 1838 – Ernest Solvay, belgijski kemik, človekoljub, industrialec († 1922)
- 1844 – Jacques Anatole François Thibault - Anatole France, francoski pisatelj, nobelovec 1921 († 1924)
- 1850 – Sidney Gilchrist Thomas, britanski metalurg, izumitelj († 1885)
- 1867 – Aleksander Aleksandrovič Ivanov, ruski astronom († 1939)
- 1889 – Charles Spencer »Charlie« Chaplin, angleško-ameriški filmski igralec, režiser († 1977)
- 1896 – Sami Rosenstock - Tristan Tzara, francoski pesnik († 1963)
- 1901 – Nikolaj Pavlovič Akimov, ruski gledališki režiser († 1968)
- 1907 – Joseph-Armand Bombardier, kanadski izumitelj in podjetnik († 1964)
- 1921 – sir Peter Ustinov, britanski filmski igralec, pisatelj, dramatik († 2004)
- 1924 – Henry Mancini, ameriški skladatelj († 1994)
- 1927 – Joseph Ratzinger - Benedikt XVI., papež nemškega rodu
- 1930 – Herbert Jay Solomon - Herbie Mann, ameriški jazzovski flavtist († 2003)
- 1930 – Milan Štante, slovenski pisatelj, pesnik in prevajalec († 1999)
- 1936 – Šaban Bajramović, srbski romski pevec († 2008)
- 1939 – Boris Dvornik, hrvaški filmski in televizijski igralec († 2008)
- 1940 – Margareta II., danska kraljica
- 1942 – Frank Williams, ustanovitelj in šef moštva WilliamsF1 († 2021)
- 1945 – Gojko Šušak, hrvaški politik († 1998)
- 1947 – Kareem Abdul-Jabbar, ameriški košarkar
- 1952 – Nejc Zaplotnik, slovenski alpinist († 1983)
- 1959 – Grzegorz Pojmański, poljski astronom
- 1968 – Andreas Hajek, nemški veslač
- 1971 – Selena, ameriška pevka († 1995)
- 1972 – Conchita Martínez, španska tenisačica
- 1979 – Christijan Albers, nizozemski avtomobilski dirkač
- 1986 – Paul di Resta, britanski avtomobilski dirkač
- 1987 – Aaron Lennon, angleški nogometaš

## Smrti
- 1113 – Svjatopolk II., kijevski veliki knez (* 1050)
- 1118 – Adelajda del Vasto, sicilska grofinja in regentinja, jeruzalemska kraljica (* 1075)
- 1206 – Jošicune Kudžo, japonski državnik, literat (* 1169)
- 1234 – Richard Marshal, angleški plemič, 3. grof Pembroke (* 1191)
- 1292 – Thibaud Gaudin, veliki mojster vitezov templarjev
- 1308 – Viljem I., nemški plemič, grof Berga (* 1242)
- 1355 – Filippo Calendario, italijanski (beneški) arhitekt
- 1375 – John Hastings, angleški plemič, 2. grof Pembroke (* 1347)
- 1561 – Ahmed Taşköprüzade, osmanski zgodovinar (* 1494)
- 1689 – Aphra Behn, angleška dramatičarka (* 1640)
- 1743 – Cornelis van Bynkershoek, nizozemski pravnik (* 1673)
- 1788 – Georges-Louis Leclerc de Buffon, francoski naravoslovec, biolog, matematik, kozmolog (* 1707)
- 1828 – Francisco José de Goya y Lucientes, španski slikar (* 1746)
- 1845 – Eva Lucija Cecilija Viktorija Kraus - Emilija, Napoleonova ljubica (* 1785)
- 1850 – Marie Grosholtz - Marie Tussaud, francoska oblikovalka voska (* 1761)
- 1859 – Alexis de Tocqueville, francoski filozof, politolog, zgodovinar (* 1805)
- 1879 – Peter Kozler, slovenski pravnik, gospodarstvenik, geograf, kartograf, politik (* 1824)
- 1901 – Henry Augustus Rowland, ameriški fizik, astronom (* 1848)
- 1947 – Rudolf Franz Ferdinand Höß, nemški častnik in vojni zločinec (* 1900)
- 1958 – Rosalind Franklin, angleška biofizičarka (* 1920)
- 1968 – Edna Ferber, ameriška pisateljica, dramatičarka (* 1885)
- 1972 – Jasunari Kavabata, japonski pisatelj, nobelovec 1968 (* 1899)
- 2008 – Edward Norton Lorenz, ameriški matematik in meteorolog (* 1917)